# Florent Balmont
Florent Balmont (Sainte-Foy-lès-Lyon, 2 februari 1980) is een Frans voetballer die doorgaans als middenvelder speelt. Hij verruilde Lille OSC in juli 2016 voor Dijon FCO. Hij werd in 2011 landskampioen met Lille. Datzelfde jaar won hij met Lille ook de Coupe de France.